# Dallas (serie de televisión de 2012)
Dallas es una serie de televisión estadounidense de género dramático que gira en torno a los Ewing, una familia rica de Texas que está envuelta en la industria de la cría de ganado y del petróleo. La serie es una continuación de la serie original del mismo nombre que salió al aire en CBS desde 1978 hasta 1991, y no es un reboot. En él se incluyen varios actores o personajes de la serie original, aunque se centra principalmente en torno a John Ross Ewing III y Christopher Ewing, los hijos ahora adultos de JR y Bobby Ewing, respectivamente. La primera temporada de la serie fue estrenada el 13 de junio de 2012, y finalizó el 8 de agosto de 2012.
TNT anunció que renovó la serie para una segunda temporada de 15 episodios, que inició el 28 de enero de 2013 y finalizó el 15 de abril de 2013.
El 30 de abril de 2013, la serie fue renovada para una tercera temporada de 15 episodios y fue estrenada el 24 de febrero de 2014.
El 3 de octubre de 2014, TNT anunció la cancelación de la serie.

## Argumento
La serie gira en torno a los Ewing, una familia rica de Dallas que tiene negocios en la industria del petróleo y la cría de ganado. Dallas se centra principalmente en John Ross Ewing III, el hijo de J.R. y Sue Ellen Ewing, y en Christopher Ewing, el hijo adoptivo de Bobby Ewing y Pam Ewing. Tanto los personajes de John Ross y Christopher fueron presentados durante la serie original, ahora que han crecido John Ross se ha convertido en casi un calco de su padre, se inclinó al negocio del petróleo, el dinero y la codicia. Christopher, por su parte, se parece a Bobby, se encuentra más interesado en el mantenimiento de Southfork Ranch, al igual que su padre y su difunta abuela, Miss Ellie. Ahora John Ross y Christopher llevarán una acalorada confrontación por el control del imperio Ewing. y uno de los dos gana.

## Elenco

### Personajes principales
| Actor              | Personaje            | Temporada  | Temporada | Temporada  |
| Actor              | Personaje            | 1          | 2         | 3          |
| ------------------ | -------------------- | ---------- | --------- | ---------- |
| Josh Henderson     | John Ross Ewing III  | Principal  | Principal | Principal  |
| Jesse Metcalfe     | Christopher Ewing    | Principal  | Principal | Principal  |
| Jordana Brewster   | Elena Ramos          | Principal  | Principal | Principal  |
| Julie Gonzalo      | Rebecca Sutter Ewing | Principal  | Principal | Principal  |
| Brenda Strong      | Ann Ryland Ewing     | Principal  | Principal | Principal  |
| Patrick Duffy      | Bobby Ewing          | Principal  | Principal | Principal  |
| Linda Gray         | Sue Ellen Ewing      | Principal  | Principal | Principal  |
| Larry Hagman       | J. R. Ewing          | Principal  | Principal |            |
| Mitch Pileggi      | Harris Ryland        | Recurrente | Principal | Principal  |
| Emma Bell          | Emma Brown           |            | Principal | Principal  |
| Kuno Becker        | Drew Ramos           |            | Principal | Recurrente |
| Juan Pablo Di Pace | Nicolás Treviño      |            |           | Principal  |

## Temporadas
| Temporada | Temporada | Episodios | Emisión original ( Estados Unidos) | Emisión original ( Estados Unidos) |
| Temporada | Temporada | Episodios | Inicio                             | Final                              |
| --------- | --------- | --------- | ---------------------------------- | ---------------------------------- |
|           | 1         | 10        | 13 de junio de 2012                | 8 de agosto de 2012                |
|           | 2         | 15        | 28 de enero de 2013                | 15 de abril de 2013                |
|           | 3         | 15        | 24 de febrero de 2014              | 22 de septiembre de 2014           |

## Producción

### Desarrollo
La serie se está haciendo para TNT, compañía hermana de Warner Bros. Television, propietaria de la serie original, desde que la comprara a Lorimar Productions (compañía de producción original de la serie) en 1989. 
En 2010, TNT anunció que iba a pedir un piloto para la continuación de la serie Dallas. El piloto fue filmado en la ciudad de Dallas y sus alrededores, a principios de 2011.
El 8 de julio de 2011, después de ver el episodio piloto completo, TNT dio luz verde para la serie ordenando 10 episodios. Los restantes nueve episodios están siendo filmados en Dallas, con base en los estudios construidos para la serie de televisión de FOX, The Good Guys. La producción comenzó a finales de agosto de 2011. El 29 de enero, durante los SAG Awards de 2012, Patrick Duffy, dijo a TV Guide que el elenco estaba regresando al set de grabaciones el próximo lunes para filmar el final de temporada.
El productor ejecutivo Cynthia Cidre, escribió el guion del piloto, mientras que Michael M. Robin se desempeñó como director y productor ejecutivo para el piloto. El guion del piloto se basa en los personajes creados por David Jacobs. Un anticipo de la serie, incluyendo clips del episodio piloto, emitidos el 11 de julio de 2011, durante un episodio de Rizzoli & Isles.

### Casting
El elenco recurrente de la primera temporada cuenta con Callard Harris como Tommy Sutter, Marlene Forte como Carmen Ramos, Charlene Tilton como Lucy Ewing; Ken Kercheval como Cliff Barnes, Steve Kanaly como Ray Krebbs, y Leonor Varela como Marta Del Sol.

## Distribución internacional
| País                      | Cadena         | Fecha de estreno                        |
| ------------------------- | -------------- | --------------------------------------- |
| Bandera de Chile          | Warner Channel | 18 de junio de 2012                     |
| Bandera de Uruguay        | Warner Channel | 18 de junio de 2012                     |
| Bandera de Estados Unidos | TNT            | 13 de junio de 2012                     |
| Bandera de España         | TNT, Antena 3  | 16 de junio de 2012, 9 de julio de 2013 |
| Bandera de México         | Warner Channel | 18 de junio de 2012                     |
| Bandera del Reino Unido   | Channel 5 (UK) |                                         |
| Bandera de Canadá         | Bravo (Canadá) | 13 de junio de 2012                     |
| Bandera de Brasil         | Warner Channel | 18 de junio de 2012                     |
| Bandera de Suiza          | TV4            | 2012                                    |
| Bandera de Alemania       | TNT            | 2012                                    |
| Bandera de Eslovaquia     | TV Doma        |                                         |